# The Catch (Fernsehserie)
The Catch ist eine US-amerikanische Fernsehserie, die am 24. März 2016 ihre Premiere beim Sender ABC hatte. Die Serie wurde von Jennifer Schuur erdacht, als produzierendes Studio steht ShondaLand, das Produktionsunternehmen von Shonda Rhimes hinter dem Projekt, wobei die Serie das vierte Projekt des Studios im Programm von ABC darstellt.
Im Mai 2016 wurde die Serie um eine zweite Staffel verlängert. Nach deren Ausstrahlung wurde die Serie abgesetzt.

## Inhalt
Im Mittelpunkt der Handlung steht die Ermittlerin Alice Vaughan, die gemeinsam mit ihrer Geschäftspartnerin Valerie Anderson eine gut florierende Detektei für zahlungskräftige Klienten in Los Angeles betreibt. Trotz ihrer Berufserfahrung ist sie dem Heiratsschwindler Christopher Hall, das eines von vielen Pseudonymen des Trickbetrügers Benjamin Jones ist, auf den Leim gegangen, der kurz vor der geplanten Hochzeit mit all ihren Ersparnissen durchgebrannt ist. Die Jagd nach ihrem Ex-Verlobten beginnt, doch auch die Ermittlerin trägt ihre Geheimnisse mit sich umher.

## Übersicht
| 1 | 10 | 24. März 2016 | 19. Mai 2016 |
| 2 | 10 | 9. März 2017  | 11. Mai 2017 |

## Besetzung
Die Synchronisation der Serie wurde bei der SDI Media Germany nach Dialogbüchern von Corinna Steinbach und unter der Dialogregie von Johannes Deny und Marina Köhler erstellt.
| Rolle                            | Schauspieler        | Hauptrolle (Episode) | Nebenrolle (Episode)         | Synchronsprecher         |
| -------------------------------- | ------------------- | -------------------- | ---------------------------- | ------------------------ |
| Alice Vaughan                    | Mireille Enos       | 1.01–2.10            |                              | Stephanie Kellner        |
| Benjamin Jones/ Christopher Hall | Peter Krause        | 1.01–2.10            |                              | Götz Otto                |
| Daniel „Danny“ Yoon              | Jay Hayden          | 1.01–2.10            |                              | Julian Manuel            |
| Valerie Anderson                 | Rose Rollins        | 1.01–2.10            |                              | Angela Wiederhut         |
| Margot Bishop                    | Sonya Walger        | 1.01–2.10            |                              | Carin C. Tietze          |
| Sophia Novak                     | Elvy Yost           | 1.01–2.09            |                              | Sophie Rogall            |
| Rhys Spencer Griffiths           | John Simm           | 1.06–2.10            |                              |                          |
| Jules Dao                        | Jacky Ido           | 1.01–2.01            |                              | Stefan Lehnen            |
| Reginald Lennox III              | Alimi Ballard       | 1.01–1.10            |                              | Ole Pfennig              |
| Felicity                         | Shivani Ghai        |                      | 1.04–2.10                    |                          |
| Gordon Bailey                    | Alan Ruck           |                      | 1.03, 1.09                   |                          |
| Robin                            | Nicole Pettis       |                      | 1.02, 1.04, 2.03, 2.08, 2.10 |                          |
| Shawn Sullivan                   | Caleb Smith         |                      | 1.01, 1.04, 1.06, 1.09–1.10  | René Oltmanns            |
| Thomas Vaughan                   | T. R. Knight        |                      | 2.01–2.10                    |                          |
| Justine Diaz                     | Gina Torres         |                      | 2.01–2.10                    | Claudia Urbschat-Mingues |
| The Hammer                       | Ismael Cruz Córdova |                      | 2.02–2.04                    |                          |
| Nicholas Turner                  | Kevin Carrol        |                      | 2.03–2.06                    |                          |
| Ethan Ward                       | Warren Christie     |                      | 2.04–2.10                    |                          |
| Tessa Riley                      | Philippa Coulthard  |                      | 2.04–2.10                    |                          |